# Rocco Santacroce
Rocco Santacroce (Pratola Peligna, 21 maggio 1896 – Sulmona, 3 agosto 1981) è stato un antifascista, partigiano e politico italiano.
Figlio di Panfilo e Carolina Presutti. Dal 1910 al 1913 è studente liceale a Tivoli. Si forma in un ambiente socialisteggiante, ateo ed anticlericale. È allievo dei professori Ragnoli, anarchico militante, e Multineddu, socialista poi comunista.
Durante le pause estive torna spesso a Pratola Peligna. Qui, ricorda, «unico amico era un ex-garibaldino, Onia Ortensi, che aspettavo per la quotidiana passeggiata avanti casa mia. Questo simpaticissimo vecchio demitizzava tutto e tutti a cominciare dal suo Bixio fino al Re. E di me ragazzo fece un ribelle» (R. Santacroce).

## Gli anni di guerra
Partecipa con la III Armata come Ufficiale di complemento di fanteria al primo conflitto mondiale. Condivide in questi anni le posizioni espresse dall'interventismo di sinistra, più precisamente quelle del cosiddetto interventismo democratico, di cui erano stati portavoce, tra gli altri, i socialisti Gaetano Salvemini e Leonida Bissolati.
L'interventismo democratico vede nella guerra l'ultima fase del percorso risorgimentale verso l'unificazione completa dell'Italia nonché il decisivo scontro tra la democrazia europea (Francia, Inghilterra) e l'autocrazia oscurantista incarnata negli Imperi centrali. Queste posizioni sviluppano una convergenza tra l'interventismo democratico e l'irredentismo socialisteggiante di Cesare Battisti.
Congedato fa ritorno a Pratola Peligna. Durante gli anni del conflitto era passato, come tanti altri, su posizioni di netto antimilitarismo. «Tornai dalle trincee del Carso nemico dell'esercito, di tutto che sapesse di disciplina livellatrice degli uomini, e pacifista convinto perché sicuro della inutilità di quei macelli ai quali avevo partecipato» (R. Santacroce).

## La lotta politica durante il Biennio Rosso
A Pratola Peligna, ricorda, «i contadini erano servi della gleba, ed il valore delle persone si misurava sulla estensione delle terre che avevano in proprietà» (R. Santacroce).
Stabilisce contatti con gli ambienti politici e culturali romani e, nel frattempo, si dedica all'organizzazione dei numerosi reduci. Quella dei reduci è una questione di primo piano e bisogna prenderla seriamente in considerazione per comprendere i mutamenti e le profonde contraddizioni che dilaniano la società italiana del primo dopoguerra. Le loro organizzazioni sono fondamentali, poiché raccolgono le istanze e la rabbia degli smobilitati, che non hanno dimenticato la promessa della ‘terra ai contadini’ fatta solennemente loro dal governo durante le tragiche giornate del Piave. L'esperienza bellica, dunque, attraversa più in generale lo scontro sociale, in quanto i ‘proletari in divisa’ portano nei conflitti di classe, assieme alla risolutezza di una generazione che ha acquisito abitudine alla violenza e all'uso delle armi, l'antagonismo di chi sente di aver patito uno sfruttamento ‘supplementare’ oltre a quello insito nei rapporti di produzione.
Da questo magma di risentimenti, nel 1919 nascono diverse associazioni di ex-combattenti di diverso colore politico:
- Lega Proletaria fra mutilati, invalidi, feriti, reduci, orfani e vedove di guerra; massimalista e terzinternazionalista, antipatriottica e classista
- Associazione nazionale mutilati e invalidi di guerra, filoistituzionale ma antibellicista e antinazionalista;
- Associazione nazionale combattenti, numericamente maggioritaria, erede dell'interventismo democratico;
- Unione nazionale dei reduci di guerra, d'ispirazione cattolica;

Le seguenti, invece, sono collocabili a destra, e andranno di lì a poco a costituire una sorta di serbatoio per lo squadrismo fascista:
- Unione nazionale ufficiali e soldati
- Associazione nazionale volontari di guerra
- Associazione nazionale reduci zona operante

A Pratola Peligna, il sindacalista anarchico Luigi Meta fonda e dirige fino al 1922 la Sezione della Lega Proletaria, raccogliendo l'adesione di sindacalisti rivoluzionari, anarchici e comunisti. Rocco Santacroce, da parte sua, fonda e guida una Sezione di ex-combattenti d'impronta democratica, alla quale aderiscono 200 elementi.
Le due organizzazioni partecipano attivamente alla grande stagione di lotte del Biennio rosso, intervenendo concretamente su battaglie in corso quali il caroviveri, il pacifismo e l'antimilitarismo, la campagna contro l'invio dei soldati italiani in Albania, l'emancipazione materiale, culturale e morale del proletariato, le libertà e i diritti sindacali.
L'attività delle due organizzazioni e la loro forte carica conflittuale, inoltre, riesce a vanificare l'attività di una meno nota Fratellanza Militare Peligna, nazionalista ed antidemocratica, che tenta in ogni modo di raccogliere i reduci (per sottrarli all'influenza degli schieramenti in lotta per l'emancipazione delle classi subalterne) e di strumentalizzare la crescente insubordinazione sociale attraverso campagne antisindacali ed antipopolari orchestrate da governo, padronato ed alta finanza.
Durante il 1920 Santacroce aderisce al Partito popolare italiano (PPI); viene eletto segretario politico della Sezione di Pratola Peligna. Abbandona definitivamente questo schieramento politico nel 1924, quando il partito «si svelò monarchico e clericale, nell'ora decisiva» (R. Santacroce).
Nel 1923 è con Igino Giordani alla redazione de «Il Popolo», quotidiano del PPI fondato lo stesso anno da Giuseppe Donati. Vi rimane fino all'assassinio di Giacomo Matteotti (10 giugno 1924), quando «il Vaticano fece intendere a Sturzo ch'era meglio avviarsi all'esilio, mentre il famoso Egilberto Martire allestiva il clerical-fascismo» (R. Santacroce).
Deplorando la partecipazione dei popolari al primo ministero Mussolini, Santacroce si avvicina alle posizioni del Partito Socialista Unitario di Giacomo Matteotti e Filippo Turati.

## Antifascismo, clandestinità, lotta armata, Resistenza
In questi anni, la parola d'ordine di tutti gli schieramenti antifascisti è quella di reggere a tutti i costi, nella convinzione generale che Mussolini non durerà a lungo. L'assassinio del segretario dei socialisti unitari Giacomo Matteotti provoca un'indignazione veramente enorme. Sulla scia delle esperienze acquisite durante la prima resistenza armata al fascismo, quella degli Arditi del Popolo (1921) e dell'associazionismo ardito-popolare, cioè di battaglioni di lavoratori militarmente inquadrati in lotta contro le squadre fasciste al soldo del ceto industriale e agrario, torna viva l'ipotesi di una possibile insurrezione armata:
«Dopo il delitto Matteotti, la minoranza parlamentare abbandonò nauseata Montecitorio e si ritirò sull'Aventino. Qualcuno era per l'insurrezione» (L. Meta).
Con la linea aventiniana, però, gli schieramenti politici antifascisti impediscono di mettere in gioco il movimento dei lavoratori, fatto gravissimo per i partiti popolari che nei lavoratori hanno gli unici alleati. Questi sono ormai prostrati da dieci anni passati tra guerra, conati rivoluzionari e guerra civile. La loro solidarietà antifascista è ben visibile ma non sono nelle condizioni per fare l'enorme sforzo di sollevarsi ancora una volta e contribuire al ristabilirsi di quel regime liberalmonarchico che, tra l'altro, li aveva trattati come carne da cannone prima e come nemici poi, facendoli massacrare prima dalla Guardia Regia e poi dagli squadristi.
Nella Valle Peligna, Santacroce contribuisce alla costituzione di un gruppo armato antifascista aderente al movimento clandestino Italia Libera di Angelo Camerini. Il gruppo passa presto ad azioni di guerriglia. Si ha testimonianza di un vittorioso conflitto a fuoco contro una squadraccia fascista a Prezza:
«Nel luglio 1924, attorno all'Italia Libera di Angelo Camerini si formò il gruppo antifascista. La fondazione della Sezione combattenti di Prezza fu l'occasione. Di tutti i partiti ci unimmo. E quella giornata restò memorabile per Frattaroli G. il capitano degli Arditi, Presutti Davide, per gli Inni di Mameli e di Garibaldi che chiusero la notturna battaglia per quelle stradelle. Poi vennero l'Avv. Tedeschi, Pizzoferrato e Meta e fummo subito fraternamente uniti al di là delle ideologie, per la difesa democratica» (R. Santacroce).
Nel 1924 Santacroce ha già conosciuto già per due volte il carcere. È tra i firmatari del noto Appello ai Meridionali, pubblicato il 2 dicembre 1924 sulle colonne di «La Rivoluzione liberale» di Piero Gobetti, in cui si esorta la popolazione a «eccitare la formazione della nuova classe dirigente ed educarla al disprezzo della vittoria nascente dal compromesso ed alla dolorosa passione della lotta anche se non vittoriosa. Combattere, oggi e sempre, le deviazioni dei partiti storici, svelarne i sottintesi e gli equivoci, incanalare le idee verso correnti la cui serietà non sia discutibile, provocare, se occorre, anche la formazione di nuovi partiti, fino a quando le oligarchie non siano battute …».
Negli anni 1924-1925 è con Alberto Cianca alla redazione de «Il Mondo», periodico vicino alle posizioni di Francesco Saverio Nitti e Giovanni Amendola. Il giornale (soppresso dal regime nel 1926) pubblica il 1º maggio 1925 il noto Manifesto degli intellettuali antifascisti, redatto da Benedetto Croce in risposta al Manifesto degli intellettuali fascisti di Giovanni Gentile.
Nel 1925 Santacroce ospita Piero Gobetti a Pratola Peligna, fuggito da Roma per non incorrere in una spedizione punitiva organizzata contro di lui.
Continua la sua attiva opposizione al fascismo e alla monarchia. Al suo fianco ci sono anche l'anarchico Panfilo Di Cioccio, Giovanni Di Loreto, Antonio De Marinis, il comunista Francesco Pizzoferrato. Passa al movimento di Piero Gobetti, che lo nomina responsabile del gruppo abruzzese di Rivoluzione Liberale. In questa fase si uniscono a lui anche l'on. Serafino Speranza, Manlio D'Eramo, il prof. De Michele.
Col fascismo ormai dispiegatosi a pieno regime, Santacroce è sottoposto a sorveglianza speciale. Viene schedato quale «pericoloso irriducibile» e subisce ben cinque processi politici: «in dieci anni, dal 22 al 32, quanti processi attentamente vigilati dalla P.S. e quanti magistrati ad intendere al di là delle parole dette, per arrivare ad una giustizia non soltanto formale! (R. Santacroce).
Passa successivamente a militare nel movimento clandestino Giustizia e Libertà di Carlo Rosselli. Con Francesco Pizzoferrato e Luigi Meta fonda ed organizza il gruppo locale:
«Nel 1927 decidemmo l'atteggiamento clandestino. Riunioni notturne, gite apparentemente di piacere, feste da ballo, ma eravamo già affidati alla serale provocazione ed alle operazioni degli squadristi. Il Prefetto ebbe sentore dell'attività contraria al fascismo ed al regime e disponeva “accurata vigilanza” con due riservatissime al Potestà ed al Comandante la Divisione dei RR.CC. in data 5 novembre 1927 […]. Da allora cominciò la persecuzione quotidiana, ma la più pericolosa restava quella affidata al sistema: denunciarci quali partecipi in tutti i processi più gravi e pericolosi […]. Arrivava intanto il foglietto di Rosselli. I consigli (aumentare i reclami per le tasse, ecc…) furono seguiti. Mimetizzarsi ed agire in ogni modo era la parola d'ordine. E per noi l'occasione propizia venne, nel 1933. Domenico Petrini da Rieti, Cesare De Lollis ci seguivano nell'azione che in quattro intraprendemmo, decisi a tutto. Bisognava, per colpire il fascismo nostro e della zona nostra, defenestrare De Prospero. Tre mesi di convegni notturni, di rapporti segreti, tra la gioia del successo e le disillusioni […] La vittoria venne, De Prospero cadde, la popolazione inneggiò alla liberazione che per il gruppo, però,… non era nulla. Ed il gruppo decise di restare, ritirandosi però dalla attività politica […] Venne un periodo tranquillo per il gruppo. Unica vittima era stata Luigi Meta, costretto all'esilio in Francia, poi in America, dove è morto. Povero Luigi, dopo aver tanto sofferto, non aver avuto la gioia neppure di riveder la famiglia che egli adorava e per la quale era sempre disposto a tutto. Fu alla vigilia della guerra che “Giustizia e Libertà” si avvicinava, anche in Abruzzo, non più con i foglietti clandestini, attesi ansiosamente e letti trepidanti, ma con i compagni […] Già fin dai quei giorni il programma del Partito d'Azione era tutto nelle sue parole …» (R. Santacroce).
Per quest'attività cospirativa viene denunciato al Tribunale speciale per la difesa dello Stato (1926-1943).
Nel 1940 viene richiamato alle armi e inviato all'Aquila. Qui è sottoposto alla più stretta vigilanza e costretto dalle autorità ad aderire al Partito Nazionale Fascista, obbligo a cui sono sottoposti tutti quegli ufficiali ex-combattenti che durante la Grande guerra avevano aderito all'interventismo democratico schierandosi a favore della Triplice intesa.
Il 15 settembre 1942, a Pescara, con l'avv. Ugo Baglivo, difende in tribunale l'anarchico Attilio Conti: «di una piccola causa facemmo la nostra causa, la causa di tutti gli avvocati condannati a soffrire lo strazio del diritto. E ad un tribunale conformista dicemmo, con le parola di Giustizia e Libertà, quelle idee che l'indimenticabile amico [Baglivo] doveva scontare con la vita alle Fosse Ardeatine» (R. Santacroce).
Nel 1943, con il grado di maggiore, Santacroce è assegnato ad un campo di concentramento di prigionieri di guerra alleati (il campo 78), istituito nei pressi della Badia di Sulmona. Disobbedendo a precisi ordini fa spalancare i cancelli del campo e libera 3.800 prigionieri inglesi, che attraversano il fronte stabilizzatosi nell'Abruzzo meridionale (linea Gustav) per prendere poi parte alla Resistenza italiana antifascista. Per questa azione (e per essersi anche rifiutato di passare nelle file dell'esercito repubblichino), Santacroce viene condannato dai nazi-fascisti nel settembre 1943 alla fucilazione.
Passa alla clandestinità. È ricercato dai tedeschi. Sale sui monti, con i superstiti del gruppo di Giustizia e Libertà: «non più giovani, per l'ultima volta clandestinamente ci riunimmo nella montagna Orsa per prepararci all'immediato futuro» (R. Santacroce). Partecipa per nove mesi alla guerra di Resistenza e di Liberazione nelle squadre partigiane coordinate dal Partito d'Azione.

## Documentazione sull'attività antifascista di Rocco Santacroce
Si riporta di seguito una dettagliata relazione redatta il 26 settembre 1927 dal fascista Luigi Di Prospero, membro della federazione dell'Aquila, indirizzata al Prefetto:
«Nel 1919 il Santacroce, in antagonismo ad una fratellanza militare peligna che raccoglieva gli smobilitati (ed era presieduta da un imboscato autentico!) per sottrarli al bolscevismo che ingigantiva, forma una Sezione di ex-combattenti che raggiunge il numero di duecento. Nelle elezioni politiche del 1919 la lista dei combattenti ebbe in Pratola sette voti, il che significa che nemmeno l'intero Consiglio direttivo votò la lista, tutti i componenti la Sezione votarono per la lista bolscevica e formarono il nucleo principale del comunismo locale. Questo fu dovuto al contegno subdolo del Santacroce che disgregò gli smobilitati per darli in braccio ai nemici della Patria e delle istituzioni.
Ai primi del 1920 il Santacroce divenne popolare regolarmente iscritto al P.P.I., segretario politico il fratello Dr. Marino; di lì a poco il Santacroce assunse la carica di Segretario politico della Sezione di Pratola che divenne decisamente migliolina e fu nominato propagandista del partito nella Provincia. Fu uno dei più violenti istigatori dei contadini alla lotta di classe ed uno degli avversari più pericolosi della lista d'ordine che comprendeva i combattenti delle sezioni del 1921. Il combattentismo di Santacroce riposava in cantina?
Nelle elezioni Comunali e Provinciali del 1920, nonostante le vivissime preghiere del Comm. De Prospero per la fusione delle liste popolari e nazionali per battere la lista comunista, il Santacroce, capo riconosciuto del popolarismo circondariale, si oppose risolutamente, dichiarando cha la situazione politica dell'ora imponeva il bolscevismo o il popolarismo.
Nel 1921 e 1922 rimase strenuo popolare migliolino ed avversario deciso del fascismo; fu il fulcro attorno a cui si serravano i popolari locali per reagire al movimento fascista; è noto alle autorità politiche e di P.S. che i popolari si fusero in Pratola con i bolscevichi nel loro odio contro il fascismo […].
Il Santacroce, iniziata la sua carriera politica col popolarismo migliorino passò poi al socialismo turatiano per poi gettarsi nel combattentismo di Viola; sempre negli aggruppamenti politici più ostili al fascismo e al duce, sempre pronto ad unirsi loro che combattevano il movimento di rinascita nazionale.
Dopo la marcia su Roma il Santacroce tacque per ragioni prudenziali. Ma non appena il delitto Matteotti fa sperare in qualche grave indebolimento del regime fascista ed il Viola inizia la sua offensiva contro il duce ed il fascismo eccolo apparire con tutto il suo livore antifascista e la sua azione culmina in un comizio avvenuto a Prezza di completo incitamento alla rivolta armata conto il regime.
All'inaugurazione della Sezione dei Combattenti di Prezza che fu formata dal Santacroce per combattere la Sezione fascista di quel Comune, egli, oratore ufficiale, ebbe fra l'altro a dire che il duce era un delinquente, che la milizia era formata da assassini e ladri e che sarebbero stati i combattenti di Viola a distruggere il fascismo […].
Successivamente il Santacroce non ha mai nascosto il suo antifascismo, gloriandosene; lettore assiduo de Il Mondo e del Becco giallo tentò anche di imporre alla rivenditrice locale di giornali di denunciare il Comm. De Prospero perché le aveva proibito di vendere in Pratola Il Mondo.
Il Santacroce è stato anche uno dei fondatori della Cooperativa popolare di consumo (attualmente fallita), sorta per combattere la Cooperativa di consumo della Fratellanza militare peligna […]». (L. De Prospero)

## Liberazione
Con la Liberazione dell'Italia meridionale e lo spostamento del fronte, Santacroce organizza a Pratola Peligna la Sezione del Partito d'Azione. Nell'agosto 1944 riprende i contatti con Carlo Muscetta, direttore de periodico del Partito d'Azione «L'Italia libera».
Entra in relazione epistolare con Ada, compagna di Piero Gobetti, e con Benedetto Croce:
«Grazie della sua lettera che mi risveglia i comuni ricordi di amici indimenticabili e sempre rimpianti. Siamo stati in tutti questi anni e siamo ancora in continue ed affettuose relazioni con la Signora Ada, che ha tenuto e tiene viva in Torino la tradizione del bravo Gobetti. Le stringo la mano. Benedetto Croce»
È di Santacroce il testo redatto per il manifesto che il partito farà affiggere per rendere il doveroso omaggio alla figura del comunista anarchico Luigi Meta (morto esule negli USA il 22 gennaio 1943), attivo per oltre quarant'anni nelle lotte rivoluzionarie contro capitalismo e fascismi sotto la bandiera dell'anarchismo.
Nel manifesto si legge:
PARTITO D'AZIONE - Sezione di Pratola Peligna
Concittadini,
la morte di LUIGI META rinnova in quanti lo ebbero compagno, durante la ventennale tirannide, nella profonda fede all'ideale di Libertà per tutti e di Giustizia Sociale per gli umili, il dolore che egli patì nella persecuzione.
Nell'America, lontana nello spazio, ma tanto vicina alla nuova Italia rinascente, il nostro martire ha vissute le ore tristi dell'esule ramingo in terra straniera, ansioso di rivedere la famiglia e le proprie contrade riscattate dalla iniqua oppressione del privilegio. Sappiamo che quelle ore egli ebbe confortate dall'amicizia di Alberto Cianca e di Carlo Sforza, alfieri di un purissimo ideale di redenzione sociale e tenaci precursori della nuova Italia libera e repubblicana.
Mentre ci inchiniamo, profondamente commossi, alla memoria di Luigi Meta, iscrivendo il suo nome fra i nostri martiri ed i caduti della lotta clandestina, e mentre porgiamo alla sua Famiglia l'attestazione della nostra solidarietà fraterna in quest'ora di lutto, ricordiamo ai Pratolani il sacrificio che il nostro compagno di fede e di speranze seppe compiere, senza mai piegare né alle minacce né alle lusinghe, sorretto nella difficile via dalla coscienza di adempiere così al suo dovere di uomo civile perché libero e generoso.
Pratola, 29 ottobre 1944

## L'attività politica nell'Italia liberata
Il 12 giugno 1944 si insedia ufficialmente nel municipio di Pratola Peligna il locale Comitato di Liberazione Nazionale. È formato da elementi rappresentativi della cittadinanza, investiti nelle funzioni di amministratori straordinari per affrontare i problemi più urgenti che il momento impone. Il 26 giugno 1945 viene nominata la giunta comunale.
Santacroce è nel frattempo deputato provinciale per il Partito d'Azione. Di seguito si riporta il resoconto di un suo comizio del 2 settembre 1945 a Pratola Peligna:
«Nella piazza Garibaldi, gremita di popolo, l'avv. Rocco Santacroce, deputato provinciale del Partito d'Azione, ha tenuto un importante comizio sul tema: Il Partito d'Azione e la Costituente. La voce calda e la parola viva e colorita dell'oratore ha suscitato nell'intera massa del popolo un interesse ed un'approvazione generale per tutto quello che è il programma e la dottrina del Partito. Allorquando l'Avv. Santacroce ha accennato al problema della socializzazione dell'industria ed all'espropriazione dei grandi latifondi terrieri in rapporto alle forze conservatrici, reazionarie e monarchiche, il pubblico ha freneticamente applaudito. Ha inoltre ampiamente illustrato la questione della Costituente, il contrasto e l'egoismo dei partiti di destra, i difetti e gli errori della monarchia e viceversa le grandi virtù e i pregi di una libera Repubblica veramente democratica. Ha messo altresì in rilievo le gravi colpe dei regimi politici dittatoriali basati esclusivamente su sistemi di forza e di violenza spiegando pertanto alla massa degli ascoltatori l'importanze e la necessità assoluta di ognuno di partecipare in maniera integrale alla vita politica, poiché l'assenteismo in questo delicato momento per la storia d'Italia sarebbe un grave delitto che favorisce il minaccioso gioco delle forze reazionarie e dei partiti dittatoriali».
La vita della Sezione del Partito d'Azione di Pratola Peligna prosegue senza interruzioni la sua attività politica. Nel novembre 1945 vota il proprio Comitato direttivo. Vengono eletti: Rocco Santacroce, Enrico Tedeschi, Berardino Iacobucci, Alfonso Lucci, Gabriele Santangelo.
Alla guida del municipio, nel frattempo, si è registrato un nuovo cambio. Nominata su designazione del Comitato di Liberazione Nazionale con Decreto prefettizio n. 4584 dell'8 ottobre 1945, la nuova giunta comunale di Pratola Peligna si insedia il 16 dello stesso mese.
Il governo De Gasperi, in carica dal 10 dicembre 1945, fissa la data delle elezioni amministrative, che si svolgono in più turni dal 10 marzo al 7 aprile 1946. I risultati a Pratola Peligna sono i seguenti. Elettori votanti 4493. Schede nulle 232. Partito Comunista Italiano-Partito Socialista Italiano: 3073 voti. Democrazia Cristiana: 909 voti. Partito Liberale Italiano-Partito Democratico del Lavoro: 511 voti.
Rocco Santacroce è eletto consigliere comunale. La nuova giunta si insedia alle ore 10 del 4 aprile 1946. In questa stessa occasione, Santacroce comunica le proprie dimissioni, spiegandone le ragioni in termini di incompatibilità di incarichi:
«Il consigliere Avv. Santacroce Rocco, chiesta ed ottenuta la parola, porta il suo saluto all'Amministrazione uscente ed a quella che oggi subentra facendo voti che essa voglia, unanime, ispirare tutti i suoi provvedimenti al bene del Comune e all'interesse della cittadinanza. Dopo di che egli dichiara che ragioni gli hanno impedito e gli impediscono di lasciare la carica di vice Pretore, cosa che rende impossibile di conservare quella di Consigliere Comunale. Nel mentre assicura che egli, come cittadino e come Deputato Provinciale, è sempre pronto a collaborare colla nuova amministrazione nella soluzione dei problemi locali, chiede di essere sostituito come consigliere».
In occasione della posa del busto dell'anarchico Carlo Tresca alla Villa comunale, Santacroce è a Sulmona con Angelica Balabanoff, che ne ricorda la vita e le lotte anarchiche ed anticapitaliste. Il busto di Tresca guarda il palazzo della sede vescovile, a ricordo e monito delle battaglie intraprese agli inizi del XX secolo dall'anarchico contro la camorra clericale, cioè il sistema di corruzione imperante sul territorio orchestrato da clero, affaristi e politica. Lotte che, in ultimo, ebbero conseguenze pesanti e costrinsero Tresca all'esilio.

## Fonti
- Edoardo Puglielli, Il movimento anarchico abruzzese 1907-1957, Textus, L'Aquila 2010
- Edoardo Puglielli, Luigi Meta. Vita e scritti di un libertario abruzzese, CSL Camillo di Sciullo, Chieti 2005
- Luigi Meta, I Savoia, stirpe di bastardi, in «La Controcorrente», Organo d'agitazione e di battaglia contro il fascismo, Boston, novembre 1941
- Rocco Santacroce, Dall'Artiglio alla Croce, in «Il Sagittario», Voce delle correnti di sinistra, n. 24, Sulmona, 3 giugno 1945
- Documentazione sull'attività antifascista dell'Avv. Rocco Santacroce, in «Il Sagittario», Voce delle correnti di sinistra, n. 30, Sulmona, 29 luglio 1945
- Rocco Santacroce, Ricordi del gruppo clandestino ‘Giustizia e Libertà’ di Pratola, «Il Sagittario», Voce delle correnti di sinistra, Sulmona, 5 agosto 1945
- Da Pratola Peligna, in «Il Sagittario», Voce delle correnti di sinistra, n. 36, Sulmona, 9 settembre 1945
- Da Pratola. Nel Partito d'Azione, in «Il Sagittario», Voce delle correnti di sinistra, n. 46, Sulmona, 18 novembre 1945
- corrispondenza tra Rocco Santacroce ed Ego Spartaco Meta, febbraio 1978, Archivio privato Ego Spartaco Meta

| Controllo di autorità | VIAF (EN) 90208590 · ISNI (EN) 0000 0004 1966 4974 · SBN CUBV107131 |